# 알치나

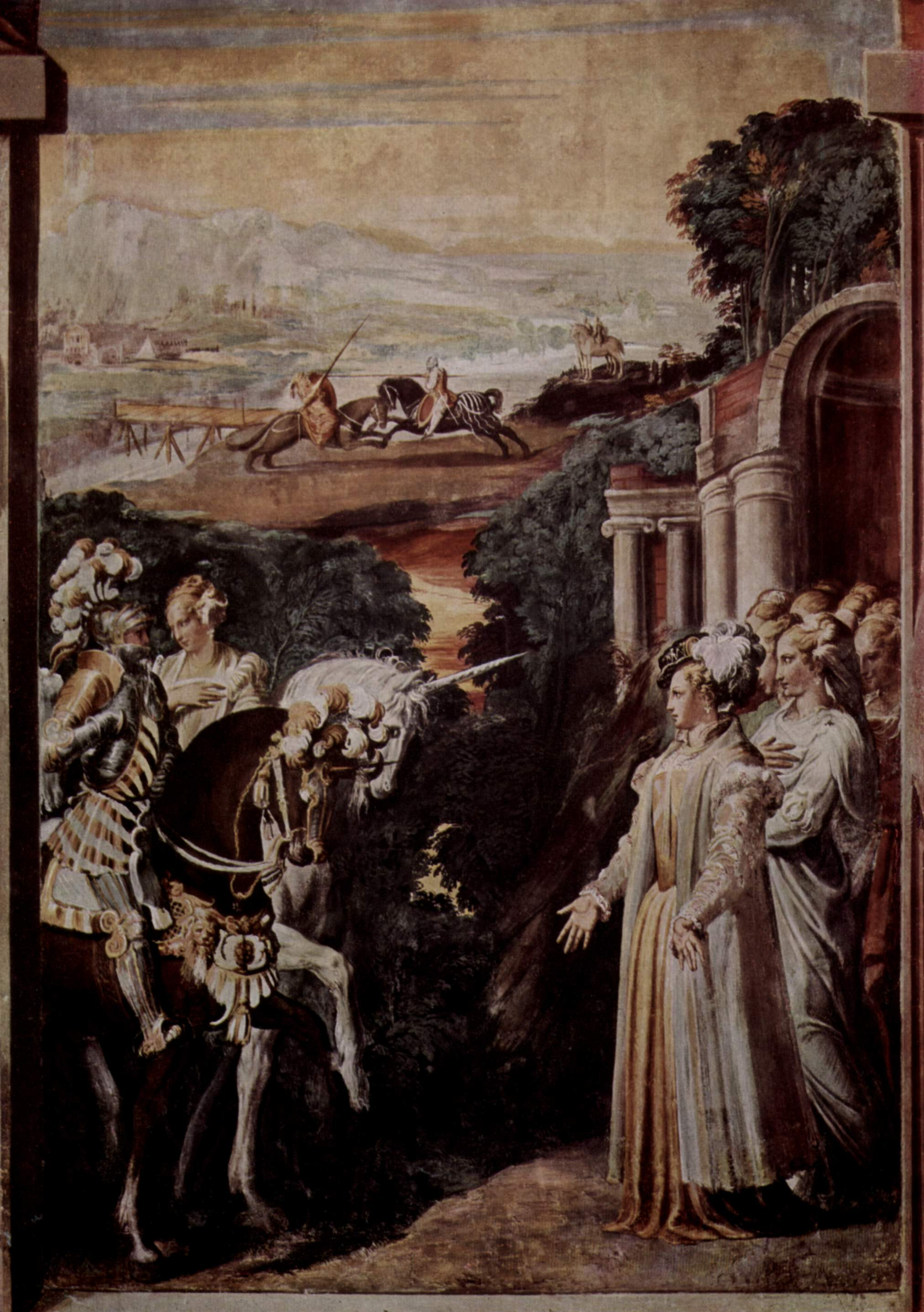

알치나(Alcina)는 헨델이 작곡한 3막의 오페라 세리아 작품이다. 대본가는 미상이나, 줄거리는 샤를 마뉴 대제의 이슬람과의 전쟁 시기를 무대로 둔 루드비코 아리스토의 서사시인 광란의 오를란도에서 가져왔다.

## 공연 역사
알치나는 헨델의 런던의 코벤트 가든 극장의 첫 번째 시즌을 위해 작곡되었다. 1735년 4월 16일에 첫공연이 이뤄진 후 작곡가의 다른 오페라 세리아 작품들처럼 이 오페라는 그대로 잊혀졌다. 그나마 1738년 브라운슈바이크의 재공연이 있었으나 이후 1928년 라이프치히에서 부활할 때까지 전혀 공연되지 않았다.
오스트레일리아의 소프라노 가수인 조앤 서덜랜드는 프란코 체피렐리 프로덕션에서 표제 역으로 데뷔를 1960년 2월에 라 페니체에서, 같은 해 11월 달라스 오페라에서 이뤄졌다.
2005년 베를린 주립 오페라단은 뮌헨에 무대를 설치해, 안자 하르터로스가 주역을 맡고, 베셀리나 카사로바가 루제로 역을 맡아 공연하였다.

## 등장인물
- 알치나 - 마법사 (소프라노)
- 루제로 - 브라다만테의 약혼자 (메조소프라노)
- 모르가나 - 알치나의 여동생 (소프라노)
- 브라다만테 - 루제로의 약혼녀 (알토)
- 멜리소 (베이스)
- 오론테 (테너)
- 오베르토 (소프라노)

## 줄거리
알치나의 줄거리는 성난 오를란도의 6번과 7번째 칸토스와 관련이 있다. 기사인 루제로는 마법사인 알치나에게 사로잡혔다. 루제로의 약혼녀인 브라다만테와 그의 동료 멜리소가 알치나의 마법을 깨뜨리면서 루제로를 구출한다. 그 과정에서, 알치나가 야수와 돌, 물결, 모래등으로 변하게 만든 그 전의 연인들을 해방시킨다.
브라다만테는 행적이 묘한 약혼자인 루기데로를 찾으러 길을 떠난다. 여자의 몸으로 위험해서 자신의 오빠인 리카르도의 모습으로 변장하고, 멜리소를 수행으로 대동한다. 그들은 우연히 그들이 목적하는 곳, 즉, 알치나가 지배하는 마법의 섬에 도착한다. 그 곳에 도착하자 브라다만테는 루기데로가 자신의 역할이나 본분과 가족및 자신과의 약혼 약속을 잊은 채, 알치나의 매력에 푹 빠진 것은 아닌가 의심한다. 한편, 브라다만테와 만테는 알치나의 여동생, 모르가나의 환대를 받는다. 모르가나는 낯선 이방인인 브라다만테에게 호감을 가지게 된다......중략

## 유명한 아리아
Tornami a vagheggiar
| 이탈리아어 원문          | 한국어 번역                           |
| ------------------------ | ------------------------------------- |
| Tornami a vagheggiar,    | 못내 그리워하는 내게로 돌아와줘요,    |
| te solo vuol' amar       | 오직 당신만이 이 헌신적인 마음을,     |
| quest' anima fedel,      | 사랑하길 바래요                       |
| caro, mio bene, caro!    | 나의 사랑, 나의 좋은 사람, 나의 사랑! |
|                          |                                       |
| Già ti donai il mio cor: | 이미 나는 내 마음을 당신에게 주었지요 |
| fido sarà il mio amor;   | 그대가 내 사랑이 될 것을 믿어요;      |
| mai ti sarò crudel,      | 그러나 당신은 너무도 잔인해질 듯,     |
| cara mia spene.          | 나의 소중한 희망이여.                 |

## 참고 링크
- 알치나 줄거리
- Opera~Opera:호주 음악 월간지, Alison Jones 작성 (영문)
- 줄거리 (영어) 바이에른 오페라
- 대본 (이탈리아어)